# Suikoden (computerspelserie)
Suikoden is een serie van rollenspellen die zijn ontwikkeld en uitgegeven door de Japanse spelontwikkelaar Konami.

## Ontwerp
Spellen in de serie zijn losjes gebaseerd op "Verhaal van de wateroever" (Shui Hu Zhuan), een 14e-eeuwse Chinese roman en een van de vier klassiekers uit de Chinese literatuur. Elk individueel spel behandelt themas over politiek, corruptie, revolutie, mysterieuze kristallen en de 108 protagonisten.
Ondanks dat spellen in de reeks geen chronologische opvolgers zijn, speelt het verhaal zich wel af in dezelfde wereld met doorlopende en overlappende verhaallijnen.

## Spellen in de reeks
| Jaar | Titel        | Platform      | Opmerking                                                  |
| ---- | ------------ | ------------- | ---------------------------------------------------------- |
| 1995 | Suikoden     | PlayStation   | Ook uitgebracht op de Sega Saturn (1997) en Windows (1998) |
| 1998 | Suikoden II  | PlayStation   | Ook uitgebracht voor Windows in 2003                       |
| 2002 | Suikoden III | PlayStation 2 |                                                            |
| 2004 | Suikoden IV  | PlayStation 2 |                                                            |
| 2006 | Suikoden V   | PlayStation 2 | Ontwikkeld door Konami en Hudson Soft                      |

### Spin-offs
- Genso Suikogaiden Vol. 1 – Swordsman of Harmonia (2000)
- Genso Suikogaiden Vol. 2 – Duel at Crystal Valley (2001)
- Gensō Suikoden Card Stories (2001)
- Suikoden Tactics (2005)
- Suikoden Tierkreis (2008)
- Genso Suikoden: Tsumugareshi Hyakunen no Toki (2012)